# Exposició Regional Valenciana del 1909

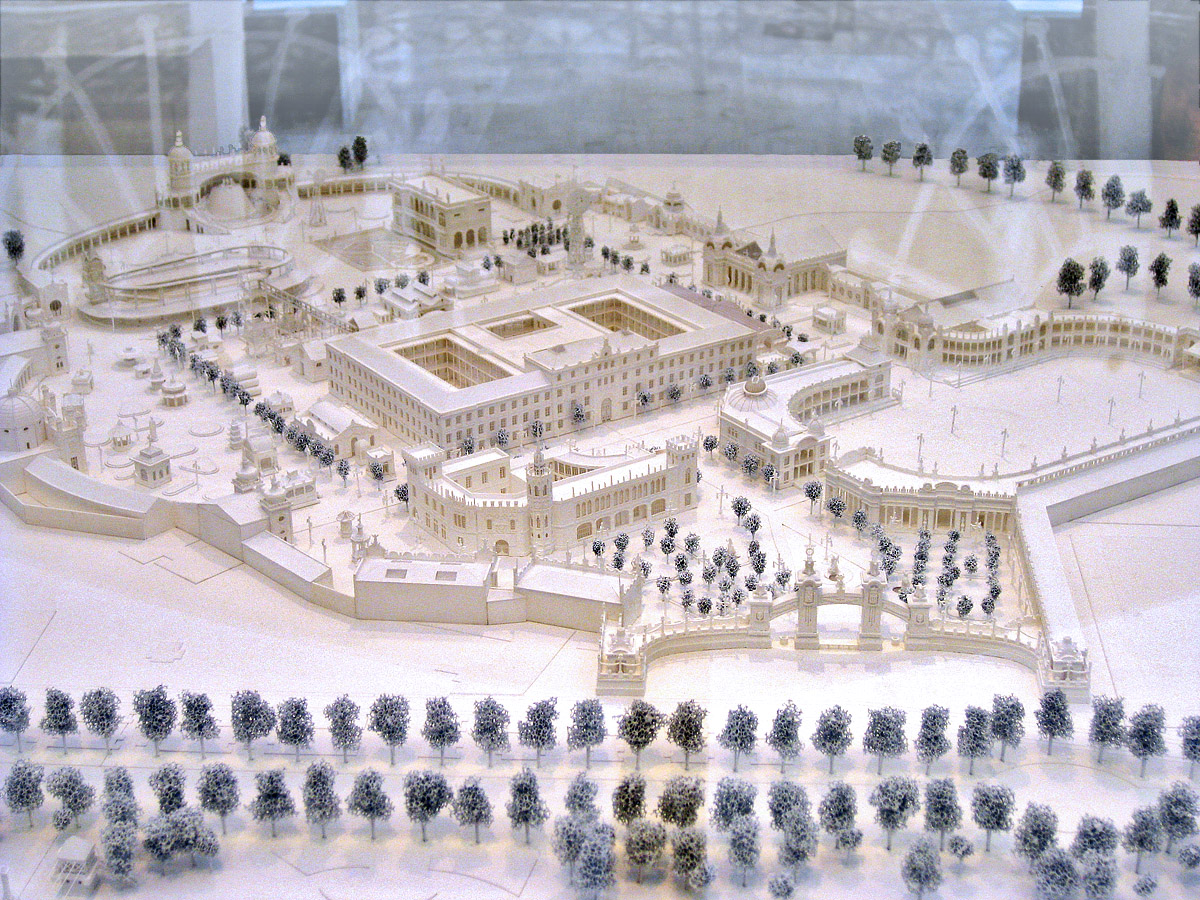
Maqueta de l'Exposició, fotografiada durant l'exposició del centenari al Palau de l'Exposició. Al centre, la Fàbrica de Tabacs de València, i a sota, el Palau esmentat

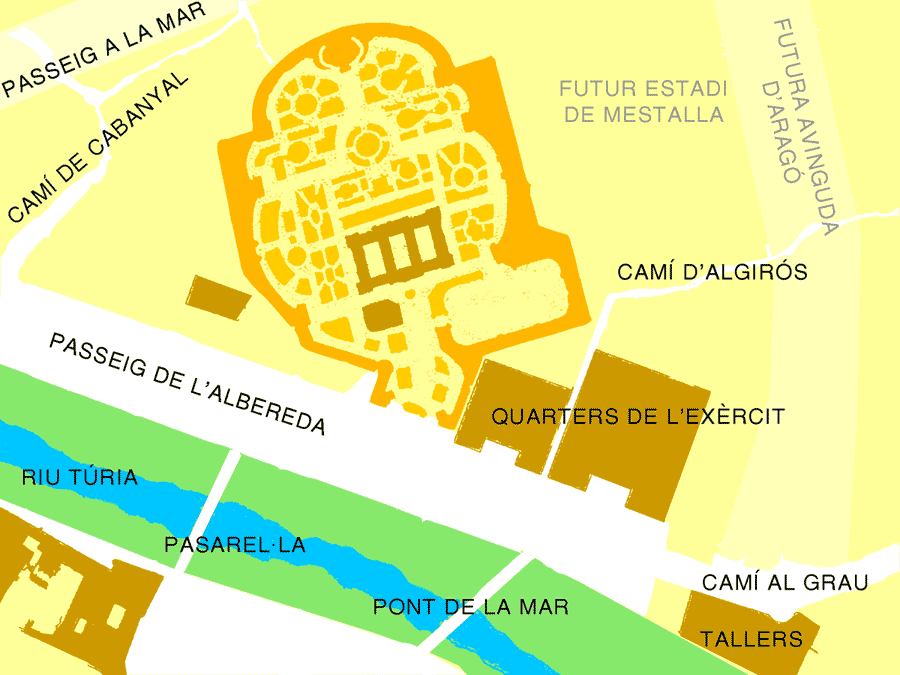
Plànol de la situació de l'Exposició en relació amb el riu Túria

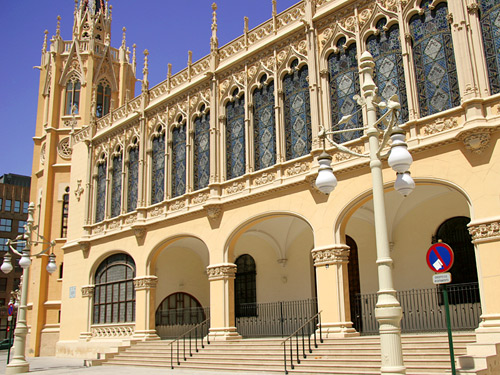
Palau de l'Exposició

L'Exposició Regional fou una mostra del comerç i indústria que es va realitzar a la ciutat de València entre el 22 de maig i el 22 de desembre del 1909 sota el mandat de l'alcalde José Maestre Laborde-Boix. Aquesta fira, que fou una important trobada d'industrials i capitalistes, majorment de Catalunya i el País Valencià, significà una profunda remodelació arquitectònica de la ciutat. Entre els actes celebrats hi hagué també, el 14 de setembre, la coronació de Teodor Llorente com a poeta oficial de València.
L'esdeveniment fou també fructífer en la creació d'un ric patrimoni modernista per a la ciutat, en la forma dels diversos edificis de l'exposició, com ara el Palau de l'Exposició. Aquest conjunt, ocupant 16 hectàrees, es construí al principi del camí nou del Grau, el que seria la moderna avinguda del Port la Fàbrica de Tabacs (o Tabacalera), que data de 1906. La seua principal artèria era doncs el carrer d'Amadeu de Savoia entre els actuals barris de Mestalla i Exposició. L'exposició tingué tant èxit que el 1910 es convertí en una Exposició Nacional. Tanmateix després de l'exposició es va enderrocar la majoria dels edificis, i només es quedaren el Pavelló d'Indústria (que es convertí en la Fàbrica de Tabacs), el Palau Municipal (avui anomenat Palau de l'Exposició) i, adossat al mateix, la Casa de la Lactància, actual Balneari de l'Albereda.

## Himne de l'Exposició
El president de l'exposició, Tomás Trénor Palavicino va encomanar la creació d'un himne per celebrar la fira al Mestre Josep Serrano Simeón, qui s'encarregaria de la música, mentre Teodor Llorente havia d'escriure la lletra. Malgrat açò, a la fi fou Josep Serrano qui l'escrigué, seguint els models del poeta Maximilià Thous i Orts.
L'himne resultant, va rebre una gran acceptació a l'exposició, i al maig del 1925 els alcaldes dels ajuntaments de Castelló, València i Alacant decidiren que aquell himne es convertís en l'himne de País Valencià. Així mateix caldria destacar que amb el temps el to espanyolista i triomfal de l'himne ha fet que alguns el critiquen.

## Cartellde l'Exposició
Al concurs de cartells convocat pel Comitè organitzador de l'Exposició Regional, realitzat en el Cercle de Belles Arts durant 1908, Vicent Climent va obtenir el primer premi amb el lema "Emporio" (empori). El cartell representa el Comerç oferint una corona de llorer a l'Agricultura, a la Ciència i a les Belles Arts. En els angles superiors, sobre rajoles, es veuen els escuts de les tres províncies valencianes; en els inferiors els de l'Ateneu Mercantil de València i la Diputació provincial; sobre aquell la Senyera cau en airosos plecs. Al fons el mar encalmat, i tanca el cartell l'anunci de l'Exposició sobre rajoles. El cartell va ser imprés a la litografia del Sr. Durá.